# Představitelé An-chueje
Představitelé An-chueje stojí v čele správy provincie. V čele správy An-chueje stojí guvernér (šeng-čang, 省长) řídící lidovou vládu An-chueje (An-chuej-šeng žen-min čeng-fu, 安徽省人民政府). Nejvyšší politické postavení v provincii má však tajemník anchuejského provinčního výboru Komunistické strany Číny, vládnoucí politické strany provincie i celého státu. K dalším předním představitelům An-chueje patří předseda provinčního lidového shromáždění (zastupitelského sboru) a předseda provinčního výboru Čínského lidového politického poradního shromáždění (ČLPPS).
V politickém systému Čínské lidové republiky, analogicky k centrální úrovni, má příslušný regionální výbor komunistické strany v čele s tajemníkem ve svých rukách celkové vedení, lidová vláda v čele guvernérem (u provincie) nebo starostou (u města) řídí administrativu regionu, lidové shromáždění plní funkce zastupitelského sboru a lidové politické poradní shromáždění má poradní a konzultativní funkci.

## Tajemníci anchuejského provinčního výboru Komunistické strany Číny (od 1952)
Anchuejské komunisty po roce 1952 vedl provinční výbor strany v čele s prvním tajemníkem. Po zřízení provinčního revolučního výboru v únoru 1968 jeho předseda stanul i v čele komunistů provincie. Od ledna 1971 opět fungoval provinční výbor strany v čele s prvním tajemníkem. Od roku 1983 v čele provinčního výboru KS Číny stojí tajemník s několika zástupci tajemníka.
Ve sloupci „Další funkce“ jsou uvedeny nejvýznamnější úřady zastávané současně s výkonem funkce tajemníka anchuejského výboru strany, případně pozdější působení v politbyru a stálém výboru politbyra.
| Jméno (životní data)                 | Od            | Do            | Další funkce a poznámky |
| ------------------------------------ | ------------- | ------------- | --- |
| Ceng Si-šeng (曾希圣) (1904–1968)    | leden 1952    | únor 1962     | předseda anchuejské provinční lidové vlády (1952–1955), předseda anchuejského provinčního výboru ČLPPS (1955–1962), první tajemník šantungského provinčního výboru KS Číny (1960–1961) |
| Li Pao-chua (李葆华) (1909–2005)     | únor 1962     | 1967          | předseda anchuejského provinčního výboru ČLPPS (1962–1967), později předseda kuejčouského provinčního výboru ČLPPS (1977–1979), guvernér Čínské lidové banky (1978–1982) |
| Li Te-šeng (李德生) (1916–2011)      | leden 1971    | květen 1975   | zástupce velitele Nankingského vojenského okruhu (1968–1970), předseda anchuejského revolučního výboru (1968–1974), kandidát a člen 9. až 12. politbyra ÚV KS Číny (1969–1985), a člen stálého výboru politbyra (1973–1975), náčelník hlavní politické správy ČLOA (1970–1973), velitel Pekingského vojenského okruhu (1971–1973), velitel Šenjangského vojenského okruhu (1973–1985) |
| Sung Pchej-čang (宋佩璋) (1919–1989) | květen 1975   | červen 1977   | předseda anchuejského revolučního výboru (1975–1977) |
| Wan Li (万里) (1916–2015)            | červen 1977   | březen 1980   | předtím ministr železnic (1975–1976), předseda anchuejského revolučního výboru (1977–1979), později tajemník ÚV KS Číny (1980–1987), a člen 12. a 13. politbyra ÚV KS Číny (1982–1992) |
| Čang Ťing-fu (张劲夫) (1914–2015)    | březen 1980   | duben 1982    | předtím ministr financí (1975–1979), guvernér An-chueje (1979–1981), později státní poradce státní rady (1982–1988) |
| Čou C’-ťien (周子健) (1914–2003)     | duben 1982    | březen 1983   | předtím ministr prvního ministerstva strojírenství (1977–1981), guvernér An-chueje (1981–1983) |
| Chuang Chuang (黄璜) (* 1933)        | březen 1983   | duben 1986    | později tajemník ningsiaského oblastního výboru KS Číny (1989–1997) |
| Li Kuej-sien (李贵鲜) (* 1937)       | duben 1986    | duben 1988    | předtím tajemník liaoningského provinčního výboru KS Číny (1985–1986), později státní poradce státní rady (1988–1998), místopředseda celostátního výboru ČLPPS (1998–2008) |
| Lu Žung-ťing (卢荣景) (* 1933)       | duben 1988    | srpen 1998    | předtím guvernér An-chueje (1987–1989), později předseda anchuejského provinčního výboru ČLPPS (1996–2000) |
| Chuej Liang-jü (回良玉) (* 1944)     | srpen 1998    | prosinec 1999 | chuejské národnosti, předtím guvernér An-chueje (1994–1998), později tajemník ťiangsuského provinčního výboru KS Číny (1999–2002), člen 16. a 17. politbyra ÚV KS Číny (2002–2012) |
| Wang Tchaj-chua (王太华) (* 1945)    | leden 2000    | prosinec 2004 | předtím guvernér An-chueje (1998–2000), předseda anchuejského provinčního lidového shromáždění (2003–2005), později ředitel Státní správy rozhlasu, filmu a televize (2004–2011) |
| Kuo Ťin-lung (郭金龙) (* 1947)       | prosinec 2004 | prosinec 2007 | předtím tajemník tibetského oblastního výboru KS Číny (2000–2004), předseda anchuejského provinčního lidového shromáždění (2005–2008), později starosta Pekingu (2007–2012), tajemník pekingského městského výboru KS Číny (2012–2017), člen politbyra ÚV KS Číny (2012–2017) |
| Wang Ťin-šan (王金山) (* 1945)       | prosinec 2007 | červen 2010   | předtím guvernér An-chueje (2002–2007), předseda anchuejského provinčního lidového shromáždění (2008–2010) |
| Čang Pao-šun (张宝顺) (* 1950)       | červen 2010   | květen 2015   | předtím předseda Všečínského svazu mládeže (1991–1993), tajemník šansijského provinčního výboru KS Číny (2005–2010), předseda anchuejského provinčního lidového shromáždění (2010–2015) |
| Wang Süe-ťün (王学军) (* 1952)       | květen 2015   | srpen 2016    | předtím guvernér An-chueje (2013–2015), předseda anchuejského provinčního lidového shromáždění (2015–2017) |
| Li Ťin-pin (李锦斌) (* 1958)         | srpen 2016    | září 2021     | předtím guvernér An-chueje (2015–2016), předseda anchuejského provinčního lidového shromáždění (2017–2022) |
| Čeng Šan-ťie(郑栅洁) (* 1961)        | září 2021     | březen 2023   | předtím guvernér Če-ťiangu (2020–2021), předseda anchuejského provinčního lidového shromáždění (2022–2023), později předseda Státní rozvojové a reformní komise (2023– ) |
| Chan Ťün (韩俊) (* 1963)             | březen 2023   | červen 2024   | předtím guvernér Ťi-linu (2020–2023), předseda anchuejského provinčního lidového shromáždění (2023– ) |
| Liang Jen-šun (梁言顺) (* 1962)      | červen 2024   | ve funkci     | předtím tajemník ningsiaského oblastního výboru KS Číny (2022–2024), předseda anchuejského provinčního lidového shromáždění (2025– ) |

## Guvernéři An-chueje (od 1952)
Od prosince 1979 v čele civilní administrativy provincie An-chuej stojí guvernér řídící lidovou vládu provincie. Předtím od roku 1952 do března 1955 provincii spravovala lidová vláda v čele s předsedou, poté lidový výbor v čele s guvernérem. Od dubna 1968 do prosince 1979 správu provincie vedl revoluční výbor An-chueje v čele s předsedou.
| Jméno (životní data)                 | Od            | Do            | Další funkce a poznámky |
| ------------------------------------ | ------------- | ------------- | --- |
| Ceng Si-šeng (曾希圣) (1904–1968)    | srpen 1952    | březen 1955   | první tajemník anchuejského provinčního výboru KS Číny (1952–1962), předseda anchuejského provinčního výboru ČLPPS (1955–1962), první tajemník šantungského provinčního výboru KS Číny (1960–1961) |
| Chuang Jen (黄岩) (1912–1989)        | březen 1955   | duben 1967    | |
| Li Te-šeng (李德生) (1916–2011)      | duben 1968    | prosinec 1974 | zástupce velitele Nankingského vojenského okruhu (1968–1970), první tajemník anchuejského provinčního výboru KS Číny (1971–1975), kandidát a člen 9. až 12. politbyra ÚV KS Číny (1969–1985), a člen stálého výboru politbyra (1973–1975), náčelník hlavní politické správy ČLOA (1970–1973), velitel Pekingského vojenského okruhu (1971–1973), velitel Šenjangského vojenského okruhu (1973–1985) |
| Sung Pchej-čang (宋佩璋) (1919–1989) | květen 1975   | červen 1977   | první tajemník anchuejského provinčního výboru KS Číny (1975–1977) |
| Wan Li (万里) (1916–2015)            | červen 1977   | prosinec 1979 | předtím ministr železnic (1975–1976), první tajemník anchuejského provinčního výboru KS Číny (1977–1980), později tajemník ÚV KS Číny (1980–1987), a člen 12. a 13. politbyra ÚV KS Číny (1982–1992) |
| Čang Ťing-fu (张劲夫) (1914–2015)    | prosinec 1979 | březen 1981   | předtím ministr financí (1975–1979), první tajemník anchuejského provinčního výboru KS Číny (1980–1982), později státní poradce státní rady (1982–1988) |
| Čou C’-ťien (周子健) (1914–2003)     | březen 1981   | duben 1983    | předtím ministr prvního ministerstva strojírenství (1977–1981), první tajemník anchuejského provinčního výboru KS Číny (1982–1983) |
| Wang Jü-čao (王郁昭) (1926–2016)     | duben 1983    | červen 1987   | |
| Lu Žung-ťing (卢荣景) (* 1933)       | červen 1987   | duben 1989    | později tajemník anchuejského provinčního výboru KS Číny (1988–1998) |
| Fu Si-šou (傅锡寿) (1931–2015)       | duben 1989    | prosinec 1994 | |
| Chuej Liang-jü (回良玉) (* 1944)     | prosinec 1994 | říjen 1998    | chuejské národnosti, později tajemník anchuejského provinčního výboru KS Číny (1998–2000), tajemník ťiangsuského provinčního výboru KS Číny (1999–2002), člen 16. a 17. politbyra ÚV KS Číny (2002–2012) |
| Wang Tchaj-chua (王太华) (* 1945)    | říjen 1998    | leden 2000    | později tajemník anchuejského provinčního výboru KS Číny (2000–2004), předseda anchuejského provinčního lidového shromáždění (2003–2005), ředitel Státní správy rozhlasu, filmu a televize (2004–2011) |
| Sü Čung-lin (许仲林) (* 1943)        | leden 2000    | říjen 2002    | |
| Wang Ťin-šan (王金山) (* 1945)       | říjen 2002    | prosinec 2007 | později tajemník anchuejského provinčního výboru KS Číny (2007–2010) |
| Wang San-jün (王三运) (* 1952)       | prosinec 2007 | prosinec 2011 | později tajemník kansuského provinčního výboru KS Číny (2011–2017) |
| Li Pin (李斌) (* 1954)               | prosinec 2011 | březen 2013   | žena, mandžuského původu, později předsedkyně Státní komise pro populaci a plánování rodiny (2013–2018), místopředsedkyně celostátního výboru ČLPPS (2018–2023) |
| Wang Süe-ťün (王学军) (* 1952)       | březen 2013   | červenec 2015 | později tajemník anchuejského provinčního výboru KS Číny (2015–2016) |
| Li Ťin-pin (李锦斌) (* 1958)         | červenec 2015 | září 2016     | později tajemník anchuejského provinčního výboru KS Číny (2016–2021) |
| Li Kuo-jing (李国英) (* 1963)        | září 2016     | únor 2021     | později ministr vodních zdrojů (2021– ) |
| Wang Čching-sien (王清宪) (* 1963)   | únor 2021     | úřadující     | |

## Předsedové anchuejského provinčního lidového shromáždění (od 1979)
Od roku 2003 je předsedou anchuejského provinčního lidového shromáždění (to jest provinčního zastupitelského sboru) pravidelně volen tajemník anchuejského provinčního výboru KS Číny.
| Jméno (životní data)                 | Od            | Do            | Další funkce a poznámky |
| ------------------------------------ | ------------- | ------------- | --- |
| Ku Čuo-sin (顾卓新) (1910–2002)      | prosinec 1979 | duben 1983    | předtím předseda anchuejského provinčního výboru ČLPPS (1978–1979) |
| Jang Wej-pching (杨蔚屏) (1914–1989) | duben 1983    | březen 1985   | |
| Wang Kuang-jü (王光宇) (1919–2017)   | březen 1985   | leden 1993    | |
| Meng Fu-lin (孟富林) (1933–2021)     | leden 1993    | 2003          | |
| Wang Tchaj-chua (王太华) (* 1945)    | leden 2003    | leden 2005    | předtím guvernér An-chueje (1998–2000), tajemník anchuejského provinčního výboru KS Číny (2000–2004), později ředitel Státní správy rozhlasu, filmu a televize (2004–2011)                                                                                              |
| Kuo Ťin-lung (郭金龙) (* 1947)       | leden 2005    | prosinec 2007 | předtím tajemník tibetského oblastního výboru KS Číny (2000–2004), tajemník anchuejského provinčního výboru KS Číny (2004–2007), později starosta Pekingu (2007–2012), tajemník pekingského městského výboru KS Číny (2012–2017), člen politbyra ÚV KS Číny (2012–2017) |
| Wang Ťin-šan (王金山) (* 1945)       | leden 2008    | červen 2010   | tajemník anchuejského provinčního výboru KS Číny (2007–2010) |
| Čang Pao-šun (张宝顺) (* 1950)       | červen 2010   | červen 2015   | předtím předseda Všečínského svazu mládeže (1991–1993), tajemník šansijského provinčního výboru KS Číny (2005–2010), tajemník anchuejského provinčního výboru KS Číny (2010–2015)                                                                                       |
| Wang Süe-ťün (王学军) (* 1952)       | červenec 2015 | září 2016     | tajemník anchuejského provinčního výboru KS Číny (2015–2016) |
| Li Ťin-pin (李锦斌) (* 1958)         | leden 2017    | listopad 2021 | tajemník anchuejského provinčního výboru KS Číny (2016–2021) |
| Čeng Šan-ťie (郑栅洁) (* 1961)       | leden 2022    | březen 2023   | předtím guvernér Če-ťiangu (2020–2021), tajemník anchuejského provinčního výboru KS Číny (2021–2023), později předseda Státní rozvojové a reformní komise (2023– ) |
| Chan Ťün (韩俊) (* 1963)             | březen 2023   | červenec 2024 | předtím guvernér Ťi-linu (2020–2023), tajemník anchuejského provinčního výboru KS Číny (2023–2024) |
| Liang Jen-šun (梁言顺) (* 1962)      | leden 2025    | ve funkci     | předtím tajemník ningsiaského oblastního výboru KS Číny (2022–2024), tajemník anchuejského provinčního výboru KS Číny (2024– ) |

## Předsedové anchuejského provinčního výboru Čínského lidového politického poradního shromáždění (ČLPPS, od 1955)
| Jméno (životní data)                | Od            | Do            | Další funkce a poznámky |
| ----------------------------------- | ------------- | ------------- | --- |
| Ceng Si-šeng (曾希圣) (1904–1968)   | únor 1955     | červenec 1962 | první tajemník anchuejského provinčního výboru KS Číny (1952–1962), předseda anchuejské provinční lidové vlády (1952–1955)                                                       |
| Li Pao-chua (李葆华) (1909–2005)    | červenec 1962 | 1967          | první tajemník anchuejského provinčního výboru KS Číny (1962–1967), později předseda kuejčouského provinčního výboru ČLPPS (1977–1979), guvernér Čínské lidové banky (1978–1982) |
| Ku Čuo-sin (顾卓新) (1910–2002)     | leden 1978    | prosinec 1979 | později předseda anchuejského provinčního lidového shromáždění (1979–1983) |
| Čang Kchaj-fan (张凯帆) (1908–1991) | leden 1980    | březen 1985   | |
| Jang Chaj-po (杨海波) (1923–2016)   | březen 1985   | duben 1986    | |
| Š’ Ťün-ťi (史钧杰) (1925–2014)      | duben 1986    | únor 1996     | |
| Lu Žung-ťing (卢荣景) (* 1932)      | únor 1996     | leden 2000    | předtím guvernér An-chueje (1987–1989), tajemník anchuejského provinčního výboru KS Číny (1988–1998)                                                                             |
| Fang Čao-siang (方兆祥) (* 1942)    | leden 2000    | leden 2007    | |
| Jang Tuo-liang (杨多良) (* 1946)    | leden 2007    | leden 2011    | |
| Wang Ming-fang (王明方) (1952–2016) | leden 2011    | leden 2017    | |
| Sü Li-čchüan (徐立全) (* 1956)      | leden 2017    | leden 2018    | později předseda chupejského provinčního výboru ČLPPS (2018–2021) |
| Čang Čchang-er (张昌尔) (* 1956)    | leden 2018    | leden 2022    | předtím předseda chupejského provinčního výboru ČLPPS (2016–2018) |
| Tchang Liang-č’ (唐良智) (* 1960)   | leden 2022    | úřadující     | |